# Carlo Fregosi
Carlo Fregosi (Savona, 15 oktober 1890 - Savona, 13 november 1968) was een Italiaans turner. 
Fregosi won met de Italiaanse ploeg olympisch goud in de landenwedstrijd in 1912 in Stockholm en 1920 in Antwerpen.

## Resultaten

### Olympische Zomerspelen
| Jaar | Plaats    | Resultaten            |
| ---- | --------- | --------------------- |
| 1912 | Stockholm | in de landenwedstrijd |
| 1920 | Antwerpen | in de landenwedstrijd |

1904: Grieb, Hess, Heida, Kassell, Lenhart, Reckeweg ·
1908: Åsbrink, Bertilsson, Cedercrona, Cervin, Degermark, Folcker, Forssman, Granfelt, Hårleman, Hellsten, Höjer, Holmberg, Holmberg, Holmberg, Jahnke, Jarlén, Johnsson, Johnsson, von Kantzow, Landberg, Lanner, Ljung, Moberg, Norberg, Norberg, Norberg, Norling, Norling, Olson, Peterson, Rosén, Rosenquist, Sjöblom, Sörvik, Sörvik, Svensson, Vingqvist, Widforss ·
1912: Bianchi, Boni, Braglia, Domenichelli, Fregosi, Gollini, Loi, Maiocco, Mangiante, Mangiante, Mazzarocchi, Romano, Salvi, Savorini, Tunesi, Zampori, Zanolini, Zorzi ·
1920: Andreoli, Bellotto, Bianchi, Bonatti, Cambiaso, Contessi, Costigliolo, Costigliolo, Domenichelli, Ferrari, Fregosi, Ghiglione, Levati, Loi, Lucchetti, Maiocco, Mandrini, Mangiante, Marovelli, Mastromarino, Paris, Pastorini, Roselli, Salvi, Tubino, Zampori, Zorzi ·
1924: Cambiaso, Lertora, Lucchetti, Maiocco, Mandrini, Martino, Paris, Zampori ·
1928: Grieder, Güttinger, Hänggi, Mack, Miez, Pfister, Steinemann, Wezel ·
1932: Capuzzo, Guglielmetti, Lertora, Neri, Tognini ·
1936: Beckert, Frey, Schwarzmann, Stadel, Stangl, Steffens, Volz, Winter ·
1948: Aaltonen, Huhtanen, Laitinen, Rove, Saarvala, Salmi, Savolainen, Teräsvirta ·
1952: Beljakov, Berdijev, Korolkov, Leonkin, Moeratov, Perelman, Sjaginjan, Tsjoekarin ·
1956: Azarjan, Moeratov, Sjachlin, Stolbov, Titov, Tsjoekarin ·
1960: Aihara, Endo, Mitsukuri, Ono, Takemoto, Tsurumi ·
1964: Endo, Hayata, Mitsukuri, Ono, Tsurumi, Yamashita ·
1968: Endo, S. Kato, T. Kato, Kenmotsu, Nakayama, Tsukahara ·
1972: Kasamatsu, Kato, Kenmotsu, Nakayama, Okamura, Tsukahara ·
1976: Fujimoto, Igarashi, Kajiyama, Kato, Kenmotsu, Tsukahara ·
1980: Andrianov, Azarjan, Ditjatin, Makoets, Markelov, Tkatsjov ·
1984: Conner, Daggett, Gaylord, Hartung, Johnson, Vidmar ·
1988: Artemov, Bilozertsjev, Gogoladze, Charkow, Ljoekin, Novikov ·
1992: Belenki, Korobtsjinski, Misjoetin, Sjaripov, Tsjerbo, Voropajev ·
1996: Sergei Charkow, Krjoekov, Nemov, Podgorny, Troesj, Vasilenko, Voropajev ·
2000: Huang, Li, Xiao, Xing, Yang, Zheng ·
2004: Kashima, Mizutori, Nakano, Tomita, Tsukahara, Yoneda ·
2008: Chen, Huang, Li, Xiao, Yang, Zou ·
2012: Chen, Feng, Guo, Zhang, Zou ·
2016: Katō, Shirai, Tanaka, Uchimura, Yamamuro ·
2020: Abljazin, Beljavskij, Dalalojan, Nagorny ·
2024: Hashimoto, Kaya, Oka, Sugino, Tanigawa